# 王庭聰
王庭聰，SBS，JP（1961年10月—），香港商人，早年在福建泉州出生，十歲時隨父親移居香港。曾擔任第十二、十三屆全國人民代表大會代表（港區人大代表）、香港工商總會會長、南旋集團主席、勁家莊（惠州）健康食品有限公司董事和廣東省政協委員，第十四屆全國政協香港委員。

## 生平
王庭聰在1978年畢業於易通夜書院。1982年在恒昌織造廠任工廠管理高層。1990年建立南旋集團。兄弟王惠榮、王庭真及王庭交均為該集團的高層。王庭聰多年來一直支持國際小母牛計劃並擔任副主席，亦有支持香港公益金，擔任不同活動職務，及支持內地慈善組織----廣東省惠州市港澳基金。該組織多年來資助廣東山區白內障病人進行康復手術，也向落後地區醫院捐贈醫療物資。

## 馬主生涯
王庭聰是香港賽馬會的會員，自2010年代開始成為馬主，名下馬包括「溫暖先鋒」、「旋風腿」（南旋團體名下）、「好爽趣」（與陳南利、吳鴻有、樓家強合夥）、「級數」、「天生夠響」（與女婿邢高福、女兒王麗霞合夥）。此外，其子王槐裕亦曾與陳曉津、王春輝、潘家雄合夥擁有「菁年財駿」。

## 相關
- 銅紫荊星章
- 香港2011年度授勳及嘉獎名單
- 香港2025年度授勳及嘉獎名單